# VSB Ec 2/2
Die Vereinigten Schweizerbahnen beschafften ab 1875 für den Lokal- und Rangierdienst 17 Tenderdampflokomotiven der Bauart Ec 2/2, wobei die letzten zwei Maschinen schon an die SBB geliefert wurden. Von den Lokomotiven, die bei den VSB die Bezeichnung E2 trugen, ist keine erhalten geblieben.

## Beschaffung
Die ersten drei Maschinen wurden 1875 in der VSB-Werkstätte Rorschach nach Vorbild der NOB gebaut. Die erste Nachbestellung ging 1876 mit vier Maschinen an die Sächsische Maschinenfabrik in Chemnitz. Die zweite und dritte Nachbestellung mit zwei Maschinen 1881 und mit drei Exemplaren 1885 erfolgten bei der Maschinenfabrik Esslingen. Die vierte Nachbestellung 1894 mit drei Maschinen sowie die zwei Maschinen 1902, die direkt an die SBB gingen, wurden von der Schweizerischen Lokomotivfabrik Winterthur (SLM) geliefert. Der Kaufpreis lag zwischen 33'000 und 37'500 Schweizer Franken.

## Technisches
Die Lokomotiven mit einem Achsstand von 3000 mm erreichten trotz des kleinen Raddurchmessers von 1210 mm eine Höchstgeschwindigkeit von 60 km/h. Sie hatten einen Innenrahmen mit Wasserkasten. Der Kessel lag 1800 mm über der Schienenoberkante und hatte zwischen 130 und 136 Siederohre mit einer Länge von 3542 mm. Die Feuerbüchse stand über der Hinterachse. Die Federung bestand aus vier unabhängigen über dem Rahmen stehenden Tragfedern. Bei der Steuerung wurde erstmals bei einer VSB-Maschine eine Walschaertsteuerung eingebaut, die aber nach System Klose abgeändert wurde. Bei gerader Kulisse wurde, wie bei der Allansteuerung, der Drehpunkt entgegengesetzt der Verstellung der Schubumkehrstange ebenfalls gehoben oder gesenkt. Die Steuerung wurde durch Hebelbetätigung bedient. Die Kolbenstangen waren nicht nach vorne durchgeführt. Der Sandkasten befand sich anfänglich auf dem Laufblech, später wurde aber ein Sanddom auf dem Kessel angebracht. Neben einer Dampfheizung hatte die Maschine einen Geschwindigkeitsmesser von Klose, welcher sich neben dem Langkessel befand. Die vierklötzige Bremse an der Triebachse wurde mit einer Exterbremse betätigt (Handbremse). Ab 1891 wurde eine automatische Westinghousebremse eingebaut, welche auf die gleichen Bremsklötze wirkte. Der Bremszylinder wurde auf das linke Laufblech montiert, der Luftzylinder unter dem Führerstand quer eingebaut. Es konnte 3,1 m³ Wasser und 1 Tonne Kohle als Betriebsvorrat mitgeführt werden.
Die Ersatzkessel stammen alle von der Schweizerischen Lokomotivfabrik Winterthur.
| VSB- Nummer | SBB- Nummer | Name       | Fabrik- Nummer | Hersteller | Baujahr | 2. Kessel | ausser Dienst | Bemerkungen                 |
| ----------- | ----------- | ---------- | -------------- | ---------- | ------- | --------- | ------------- | --------------------------- |
| 71          | 6071        | Linth1     | 1              | VSB        | 1875    | 1902      | 1920          | Heizwagen Xd 99002 († 1942) |
| 72          | 6072        | Alvier     | 2              | VSB        | 1875    | –         | 1908          | Abbruch                     |
| 73          | 6073        | Glatt1     | 3              | VSB        | 1875    | 1905      | 1933          | Abbruch                     |
| 74          | 6074        | Thusis     | 828            | Chemnitz   | 1876    | –         | 1914          | Abbruch                     |
| 75          | 6075        | Feldkirch  | 829            | Chemnitz   | 1876    | 1904      | 1919          | Heizwagen Xd 99001 († 1937) |
| 76          | 6076        | Gossau     | 830            | Chemnitz   | 1876    | 19143     | 1920          | Heizwagen Xd 99003 († 1933) |
| 77          | 6077        | Falknis    | 836            | Chemnitz   | 1876    | 1906      | 1914          | Abbruch                     |
| 78          | 6078        | Arlberg    | 1823           | Esslingen  | 1881    | –         | 1920          | Heizwagen Xd 99004 († 1933) |
| 79          | 6079        | Werdenberg | 1824           | Esslingen  | 1881    | –         | 1911          | Abbruch                     |
| 80          | 6080        | Ill        | 2109           | Esslingen  | 1885    | –         | 1927          | Abbruch                     |
| 81          | 60822       | Seez       | 2110           | Esslingen  | 1885    | 1896      | 1920          | Heizwagen Xd 99005 († 1942) |
| 82          | 60812       | Jona1      | 2111           | Esslingen  | 1885    | 1904      | 1932          | Abbruch                     |
| 83          | 6083        | –          | 1823           | SLM        | 1894    | –         | 1931          | Abbruch                     |
| 84          | 6084        | –          | 1823           | SLM        | 1894    | –         | 1930          | Abbruch                     |
| 85          | 6085        | –          | 1823           | SLM        | 1894    | –         | 1930          | Abbruch                     |
| 86          | 6086        | –          | 1823           | SLM        | 1894    | –         | 1927          | Abbruch                     |
| 87          | 6087        | –          | 1823           | SLM        | 1894    | –         | 1928          | Abbruch                     |

1 Diese Namen wurden von den 1863 verkauften Eb 2/5 übernommen.

2 Nummern vermutlich wegen Kesseltausch geändert.

3 2. Kessel der 6077 eingebaut

## Betriebliches
Die Maschinen waren die ganze Zeit für den Unterhalt der Werkstätte Rorschach zugeteilt und somit dem SBB-Kreis IV.

## Umbau in Heizwagen Xd 99001–99005

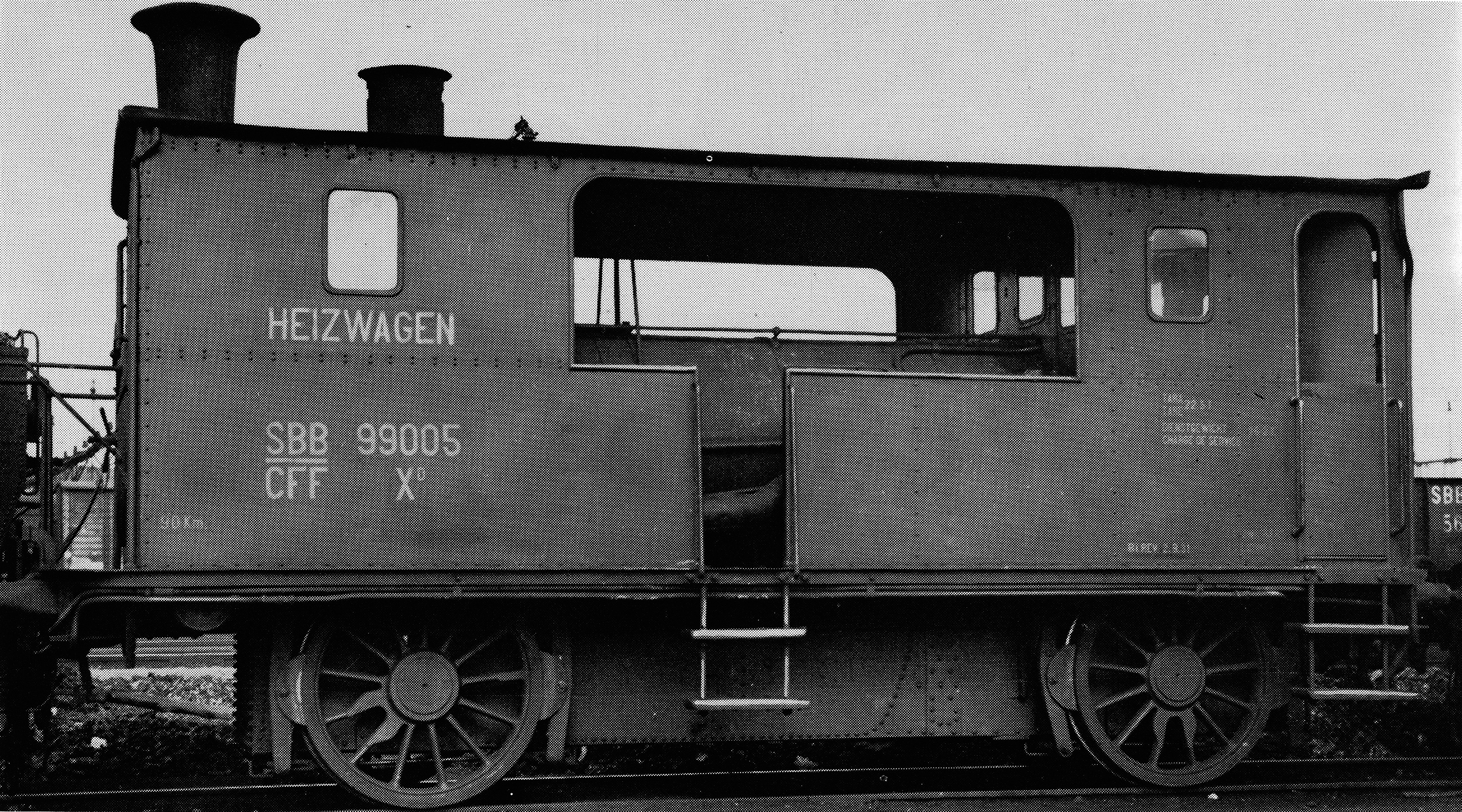
Zum Heizwagen X^{d} 99005 umgebaute Dampflokomotive Ec 2/2 Nr. 6082.

Im Jahre 1919 wurde die Lokomotive 6075 in einen Heizwagen umgebaut. 1920 folgten die 6071, 6076, 6078 und 6082. Dabei sind die Zylinder, zusammen mit den Ein- und Ausströmrohren, die Triebwerke und die Bedieneinrichtungen entfernt worden. Die Räder wurden durch Ausbohren der Zapfnabe und Gegengewichte von der Unwucht befreit. Die Lokomotiven wurden mit einem Wagenkasten versehen und der Heizstand vollständig geschlossen. So war es möglich, während der Fahrt den Heizwagen zu durchqueren, um von der Lokomotive zu den Personenwagen zu gelangen. Die Westinghousebremse wurde auf 8 Klötze erweitert. Der Rahmen musste auf einen  Achsstand von 3400 mm erweitert werden, um eine Höchstgeschwindigkeit von 75 km/h zu ermöglichen. In den Jahren 1927/28 wurde er auf 4100 mm verlängert, um die Höchstgeschwindigkeit auf 90 km/h zu vergrössern. Der Wasservorrat wurde durch einen rechtsseitigen Zusatzwasserkasten erhöht. Das Leergewicht des Heizwagens betrug 22,5 t, das Betriebsgewicht 26,2 t.